# Сельва-дей-Моліні
Сельва-дей-Моліні (італ. Selva dei Molini) — муніципалітет в Італії, у регіоні Трентіно-Альто-Адідже,  провінція Больцано.
Сельва-дей-Моліні розташована на відстані близько 560 км на північ від Рима, 110 км на північний схід від Тренто, 60 км на північний схід від Больцано.
Населення — 1458 осіб (2014).

## Демографія
Населення за роками:

Станом на 1 січня 2023 року в муніципалітеті офіційно проживало 28 іноземців з 7 країн, серед них 10 громадян країн Євросоюзу.

## Сусідні муніципалітети
- Кампо-Турес
- К'єнес
- Фальцес
- Фінкенберг
- Гаїс
- Теренто
- Валь-ді-Віцце
- Валле-Аурина
- Вандоїєс